# Gle Ruengayun
Gle Ruengayun är en kulle i Indonesien.   Den ligger i provinsen Aceh, i den västra delen av landet, 1 800 km nordväst om huvudstaden Jakarta. Toppen på Gle Ruengayun är 127 meter över havet.
Terrängen runt Gle Ruengayun är kuperad åt sydväst, men åt nordost är den platt. Terrängen runt Gle Ruengayun sluttar österut.Runt Gle Ruengayun är det tätbefolkat, med 297 invånare per kvadratkilometer. Närmaste större samhälle är Sigli, 17,2 km öster om Gle Ruengayun. Trakten runt Gle Ruengayun består till största delen av jordbruksmark.